# EU-Rahmenbeschluss über die Anwendung des Grundsatzes der gegenseitigen Anerkennung von Geldstrafen und Geldbußen
Der EU-Rahmenbeschlusses über die Anwendung des Grundsatzes der gegenseitigen Anerkennung von Geldstrafen und Geldbußen (Rahmenbeschluss 2005/214/JI) regelt in den Ländern der Europäischen Union die gegenseitige Anerkennung von rechtskräftigen Entscheidungen über die Zahlung von Geldstrafen und Geldbußen durch eine natürliche oder juristische Person. Er ist ein Amts- und Rechtshilfeabkommen, das den einzelnen Mitgliedsländern erlaubt, Delikte und Verwaltungsübertretungen über die eigenen Staatsgrenzen hinaus zu ahnden.

## Inhalt und Geschichte
Der Beschluss gilt für alle Rechtsverstöße des jeweiligen Mitgliedsstaates, die Sanktionen vorsehen (Straftaten, Ordnungswidrigkeiten oder Vergleichbares). Er sieht eine Untergrenze von 70 Euro vor – einschließlich der Verfahrenskosten (darunter dürfte der Durchführungsaufwand zu hoch sein). Die Anwendung auf wegen Verkehrsverstößen verhängte Geldstrafen und Geldbußen ist im Punkt 4 der Präambel (Erwägung nachstehender Gründe) ausdrücklich genannt. Nach dem Abkommen können Strafen des Tatlandes in demjenigen Land vollstreckt werden, in dem der Täter seinen Wohnsitz hat. Rechtsmittel wie etwa ein Einspruch müssen weiterhin im Tatland eingelegt werden. Das eingehobene Geld kann das vollstreckende Land behalten.
Der Beschluss wurde am 24. Februar 2005 gefasst und trat am 22. März 2005 in Kraft. Ziel des Rahmenbeschlusses war es, dass alle Mitgliedsstaaten die notwendigen Regelungen bis zum 22. März 2007 in nationales Recht umsetzen, viele Staaten ließen die gesetzte Frist jedoch verstreichen. Erst 2019 hatten alle Mitgliedsländer den Rahmenbeschluss umgesetzt.

## Nationales

### Deutschland
Der Rahmenbeschluss wurde für Deutschland durch Ergänzungen im Gesetz über die internationale Rechtshilfe in Strafsachen mit Wirkung ab dem 28. Oktober 2010 umgesetzt. Die Umsetzung war stark umstritten; insbesondere wurde kritisiert, dass die hohen Schutzstandards des deutschen Straf- und Ordnungswidrigkeitenrechts durch den EU-Rahmenbeschluss teilweise umgangen werden können.
Seit 2015 bearbeitet das Bundesamt für Justiz jährlich 10–12000 eingehende Anfragen anderer EU-Mitgliedstaaten zur Eintreibung von Geldstrafen bzw. -bußen; umgekehrt übermittelte das Bundesamt allein im Jahr 2018 rund 9500 Anfragen deutscher Behörden an andere EU-Mitgliedstaaten.
Unabhängig vom EU-Rahmenbeschluss besteht mit Österreich seit 1988 ein bilateraler Vertrag, der seit 1990 in Kraft ist und der die Durchsetzung von Strafen bereits ab 25 € vorsieht. Als problematisch galt dabei unter anderem die österreichische Anonymverfügung, die insbesondere in der Radarüberwachung gegen den Fahrzeughalter ausgesprochen wird. Da diese Art der Strafverfolgung (Halterhaftung) in Deutschland unzulässig ist, wurden sukzessive auch in Österreich – sonst unnötige – Frontradarkästen montiert, wo vermehrt deutsche Autofahrer unterwegs waren. Der Europäische Gerichtshof urteilte allerdings 2019 (Rs C-671/18), dass die im Tatland nach dem Prinzip der Halterhaftung verhängten Geldstrafen und -bußen im Sinne des Rahmenbeschlusses auch in Ländern zu vollstrecken sind, die Halterhaftung überhaupt nicht kennen.

### Österreich
Österreich hatte den Rahmenbeschluss bereits 2008 umgesetzt, und das EU-Verwaltungsstrafvollstreckungsgesetz (EU-VStVG) erlassen.
Mit Deutschland besteht zudem seit 1988 ein bilateraler Vertrag, der seit 1990 in Kraft ist und der die Durchsetzung von Strafen bereits ab 25 € vorsieht.
Mit Liechtenstein und der Schweiz (beide nur EU-assoziiert) besteht seit 2012 ein Polizeikooperationsvertrag, der 2017 in Kraft trat.

## Rechtsquellen
- Rahmenbeschluss 2005/214/JI des Rates vom 24. Februar 2005 über die Anwendung des Grundsatzes der gegenseitigen Anerkennung von Geldstrafen und Geldbußen (EUR-Lex).

1. ↑  Gesetz zur Umsetzung des Rahmenbeschlusses 2005/214/JI des Rates vom 24. Februar 2005 über die Anwendung des Grundsatzes der gegenseitigen Anerkennung von Geldstrafen und Geldbußen (BGBl. 2010 I S. 1408) (EuGeldG)
2. 1 2  Vertrag zwischen der Bundesrepublik Deutschland und der Republik Österreich über Amts- und Rechtshilfe in Verwaltungssachen. 31. Mai 1988, abgerufen am 15. August 2022.
3. ↑  Bundesgesetz über die Vollstreckung von Geldstrafen und Geldbußen von Verwaltungsbehörden im Rahmen der Europäischen Union (EU-Verwaltungsstrafvollstreckungsgesetz – EU-VStVG). StF: BGBl. I Nr. 3/2008 (online, ris.bka) – insb. Anlage 1 Liste von Straftaten, bei denen die beiderseitige Strafbarkeit nicht geprüft wird.